# Kruszczyk

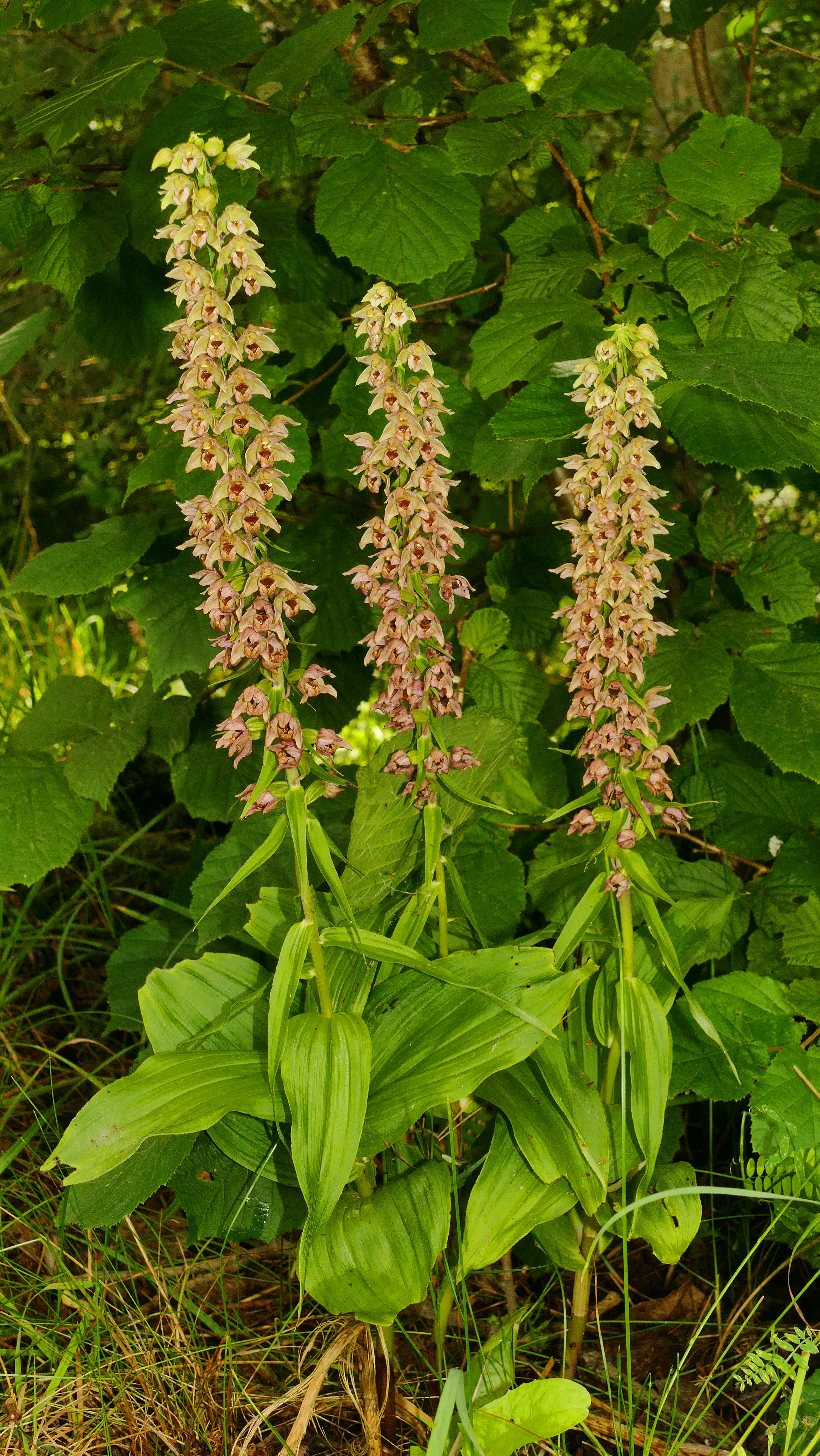
Kruszczyk szerokolistny

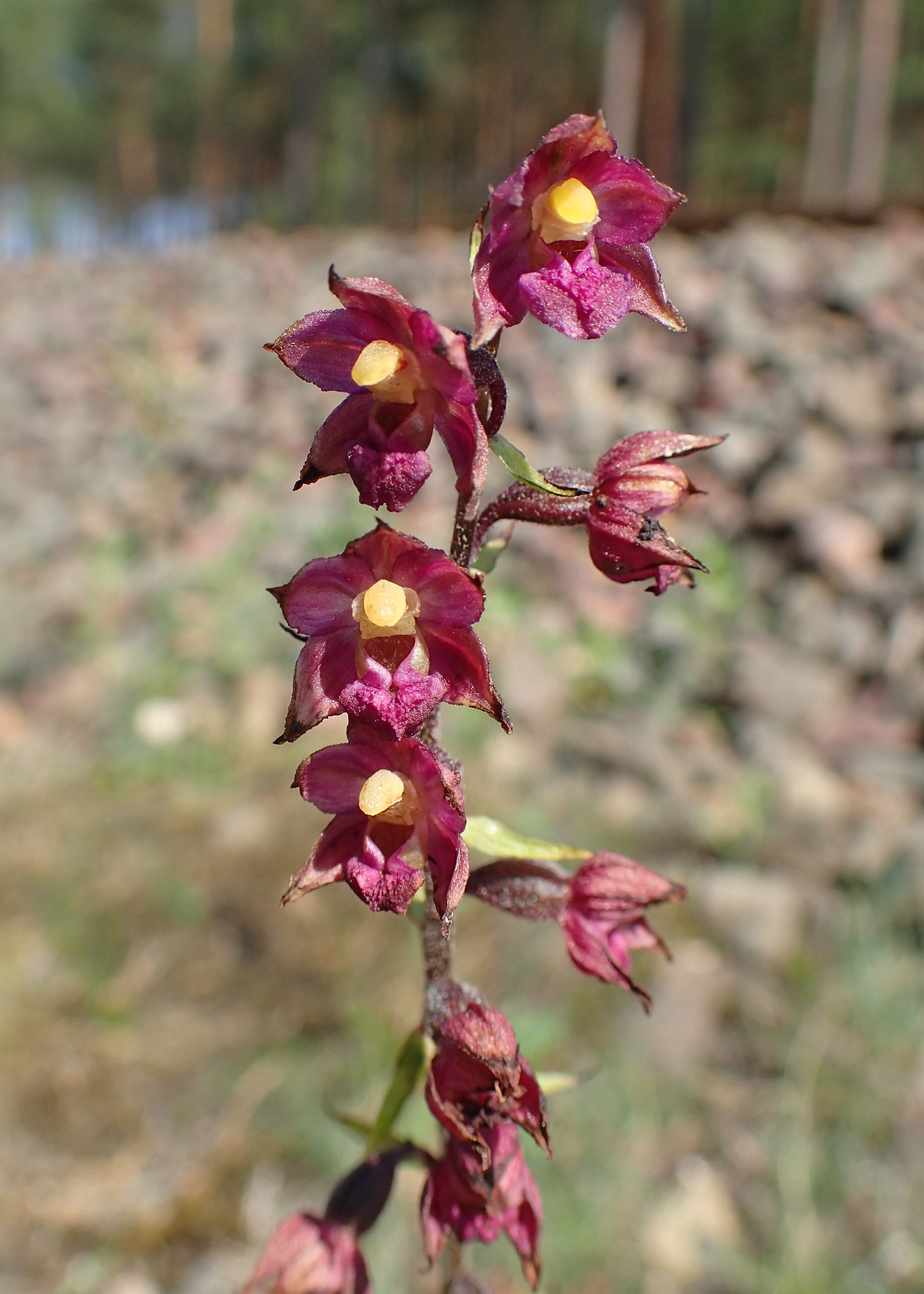
Kwiaty kruszczyka rdzawoczerwonego

Kruszczyk (Epipactis Zinn) – rodzaj roślin należący do rodziny storczykowatych (Orchidaceae). Obejmuje 47 gatunków. Rośliny te występują w strefie umiarkowanej półkuli północnej oraz w południowej Azji i Afryce wschodniej i środkowej. W Polsce występuje 10 gatunków.

## Rozmieszczenie geograficzne
Zasięg rodzaju obejmuje niemal całą Eurazję (bez południowo-wschodnich i północno-wschodnich krańców Azji), zachodnią część Ameryki Północnej oraz północno-zachodnią, wschodnią i środkową część Afryki. Rodzaj najbardziej zróżnicowany jest w obrębie Starego Świata, w Ameryce Północnej rosną tylko trzy gatunki.
Gatunki flory Polski
- kruszczyk błotny Epipactis palustris (L.) Crantz
- kruszczyk drobnolistny Epipactis microphylla (Ehrh.) Sw.
- kruszczyk Greutera Epipactis greuteri H. Baumann & Künkele
- kruszczyk krótkolistny Epipactis distans Arv.-Touv. (uznawany także za synonim E. helleborine subsp. helleborine[7])
- kruszczyk połabski Epipactis albensis Nováková & Rydlo
- kruszczyk rdzawoczerwony Epipactis atrorubens (Hoffm.) Besser
- kruszczyk siny Epipactis purpurata Sm.
- kruszczyk szerokolistny Epipactis helleborine (L.) Crantz
- kruszczyk Muellera Epipactis muelleri (Godfery) Godfery – podawany w XX wieku ogólnie z Polski został w 2008 odkryty na jednym stanowisku w Pieninach[8] oraz na kolejnych dwóch stanowiskach na Pogórzu Kaczawskim i na Koziej Hali w Górach Orlickich[9].
- kruszczyk ostropłatkowy, k. ostry Epipactis leptochila (Godfery) Godfery – stwierdzony na kilku stanowiskach na Dolnym Śląsku (Kozia Hala, Kotowice koło Wrocławia, Wysoczyzna Lubińska)[10], a także w Tatrach i Pieninach.

Mieszańce flory Polski
- Epipactis x schmalhausenii K.Richt. – kruszczyk Schmalhausena[6], krzyżówka między kruszczykiem szerokolistnym i rdzawoczerwonym.
- Epipactis × barlae A.Camus, krzyżówka między kruszczykiem szerokolistnym i kruszczykiem drobnym[11]
- Epipactis × breinerorum Batoušek, krzyżówka między kruszczykiem szerokolistnym i kruszczykiem Greutera[12]

## Morfologia

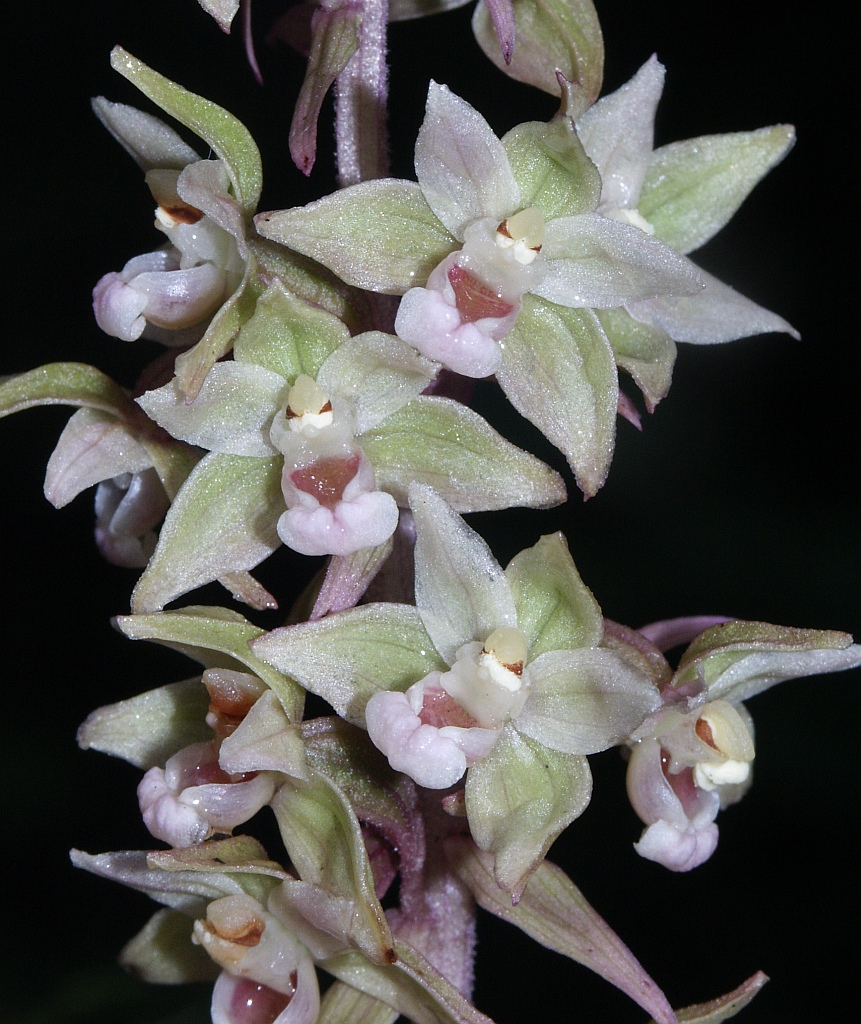
Kwiaty kruszczyka sinego

PokrójByliny kłączowe o kłączach krótkich lub długich, z wyrastającymi z nich mięsistymi korzeniami. Pędy nagie lub owłosione, prosto wzniesione, zielone lub rzadko bezzieleniowe (u gatunków mykotroficznych).
LiścieSkrętoległe, pochwiastą nasadą obejmujące łodygę, stopniowo zmniejszające się ku górze i przechodzące w obrębie kwiatostanu w przysadki. Jest ich od trzech do wielu, mają kształt od równowąskolancetowatego do szerokoeliptycznego. Blaszka jest podłużnie składana, gładka lub szorstka (pokryta łuseczkami).
KwiatyW liczbie kilku lub wielu, skręcone (rzadko nie są skręcone), wyrastają na odstających lub zwisających szypułkach, zebrane w grono, czasem jednostronne. Listki okwiatu są wolne, stulone lub rozpostarte, te z zewnętrznego okółka zwykle są dłuższe od listków okółka wewnętrznego. Warżka jest przewężona, stąd dwuczłonowa, bez ostrogi. Część dalsza (odosiowa, dystalna – epichile) jest lancetowata do trójkątnej. Część bliższa (doosiowa, proksymalna – hypochile) jest silnie, czasem woreczkowato wydęta. Prętosłup jest krótki, wygięty nad warżką, rozszerzony dystalnie. Pyłkowiny są cztery.
OwoceTorebki wzniesione lub zwisające, jajowate do elipsoidalnych.

## Systematyka
Homonimy taksonomiczne
Epipactis Persoon = Neottia Guettard
Synonimy taksonomiczne
Calliphyllon Bubani, Elasmatium Dulac, Epipactis Séguier, Gonogona Link, Goodyera R. Brown in W. T. Aiton, Haemaria Lindley, Helleborine P. Miller, Orchiodes O. Kuntze, Peramium R. A. Salisbury ex C. MacMillan, Serapias Persoon
Pozycja systematyczna
Jeden z sześciu rodzajów plemienia Neottieae w obrębie podrodziny epidendronowych (Epidendroideae) z rodziny storczykowatych (Orchidaceae). Storczykowate są kladem bazalnym w rzędzie szparagowców Asparagales w obrębie jednoliściennych.
Wykaz gatunków
- Epipactis africana Rendle
- Epipactis alata Aver. & Efimov
- Epipactis albensis Nováková & Rydlo – kruszczyk połabski
- Epipactis atrorubens (Hoffm.) Besser – kruszczyk rdzawoczerwony
- Epipactis bugacensis Robatsch
- Epipactis condensata Boiss. ex D.P.Young
- Epipactis cordigera S.Hertel & Presser
- Epipactis cupaniana C.Brullo, D'Emerico & Pulv.
- Epipactis dunensis (T.Stephenson & T.A.Stephenson) Godfery
- Epipactis euxina Fateryga, Popovich & Kreutz
- Epipactis fascicularis T.P.Lin
- Epipactis flaminia P.R.Savelli & Aless.
- Epipactis flava Seidenf.
- Epipactis garganica S.Hertel
- Epipactis gigantea Douglas
- Epipactis greuteri H.Baumann & Künkele – kruszczyk Greutera
- Epipactis guegelii Robatsch
- Epipactis helleborine (L.) Crantz – kruszczyk szerokolistny
- Epipactis humilior (Tang & F.T.Wang) S.C.Chen & G.H.Zhu
- Epipactis hyblaea Brullo & Zimmitti
- Epipactis hygrophila S.Hertel
- Epipactis ioessa Bongiorni, De Vivo, Fori & Romolini
- Epipactis kartliana Kreutz & Van Domm.
- Epipactis kleinii M.B.Crespo & M.R.Lowe & Piera
- Epipactis krymmontana Kreutz, Fateryga & Efimov
- Epipactis leptochila (Godfery) Godfery – kruszczyk ostropłatkowy
- Epipactis mairei Schltr.
- Epipactis majellensis Presser & S.Hertel
- Epipactis microphylla (Ehrh.) Sw. – kruszczyk drobnolistny
- Epipactis muelleri Godfery – kruszczyk Muellera
- Epipactis nasuta S.Hertel, Presser & Cicmir
- Epipactis ohwii Fukuy.
- Epipactis palustris (L.) Crantz – kruszczyk błotny
- Epipactis papillosa Franch. & Sav.
- Epipactis persica (Soó) Hausskn. ex Nannf.
- Epipactis phyllanthes G.E.Sm.
- Epipactis pontica Taubenheim
- Epipactis purpurata Sm. – kruszczyk siny
- Epipactis rivularis Kranjcev & Cicmir
- Epipactis royleana Lindl.
- Epipactis stellifera Di Antonio & Veya
- Epipactis thunbergii A.Gray
- Epipactis torqueta Presser, S.Hertel & V.A.Romano
- Epipactis turcomanica K.P.Popov & Neshat.
- Epipactis ulugurica Mansf.
- Epipactis veratrifolia Boiss. & Hohen.
- Epipactis xanthophaea Schltr.

Wykaz hybryd
- Epipactis × barlae A.Camus
- Epipactis × barreana B.Baumann & H.Baumann
- Epipactis × breinerorum Batoušek
- Epipactis × bruxellensis P.Delforge
- Epipactis × cardonneae J.-M.Lewin
- Epipactis × conquensis Benito & C.E.Hermos.
- Epipactis × gerbaudiorum P.Delforge
- Epipactis × gevaudanii P.Delforge
- Epipactis × graberi A.Camus
- Epipactis × hanseniorum Batoušek
- Epipactis × heterogama M.Bayer
- Epipactis × liestalensis A.Camus
- Epipactis × mohilewiensis V.Lebedko & D.Dubovik
- Epipactis × nicolosii M.P.Grasso & Grillo
- Epipactis × pupplingensis K.P.Bell
- Epipactis × reinekei M.Bayer
- Epipactis × robatschii Gévaudan & P.Delforge
- Epipactis × schmalhausenii K.Richt. – kruszczyk Schmalhausena
- Epipactis × schulzei P.Fourn.
- Epipactis × soguksuensis Kreutz
- Epipactis × stephensonii Godfery
- Epipactis × subtilis Jakubska-Busse, Zolubak & Lobas
- Epipactis × vermionensis B.Baumann & H.Baumann

## Zagrożenie i ochrona
Ze względu na niszczenie naturalnych siedlisk oraz zagrożenie pozyskaniem roślin do handlu ze stanowisk naturalnych, wszystkie gatunki w obrębie rodzaju wymienione są w załączniku II Konwencji Waszyngtońskiej CITES wprowadzającej ograniczenie w obrocie handlowym. Wszystkie występujące w Polsce gatunki są objęte ochroną gatunkową.